# Pattamundai
Pattamundai (o Patamundai, Patamudai) è una città dell'India di 32.724 abitanti, situata nel distretto di Kendrapara, nello stato federato dell'Orissa. In base al numero di abitanti la città rientra nella classe III (da 20.000 a 49.999 persone).

## Geografia fisica
La città è situata a 20° 34' 0 N e 86° 34' 0 E e ha un'altitudine di 6 m s.l.m..

## Società

### Evoluzione demografica
Al censimento del 2001 la popolazione di Pattamundai assommava a 32.724 persone, delle quali 16.541 maschi e 16.183 femmine. I bambini di età inferiore o uguale ai sei anni assommavano a 4.027, dei quali 2.179 maschi e 1.848 femmine. Infine, coloro che erano in grado di saper almeno leggere e scrivere erano 23.366, dei quali 12.884 maschi e 10.482 femmine.